# Rácz Adrienn
Rácz Adrienn (Budapest, 1972. január 25. –) magyar bajnok labdarúgó.

## Pályafutása
A Femina labdarúgója volt, ahol két bajnoki címet szerzett a csapattal. A 2000-es években a futsal bajnokságban szerepelt, a REAC és az Alba-Vesta csapataiban.

## Sikerei, díjai
- Magyar bajnokság
  - bajnok: 1990–91, 1996–97
  - 2.: 1994–95
  - 3.: 1991–92, 1992–93, 1993–94